# Macromitrium xenizon
Macromitrium xenizon är en bladmossart som beskrevs av Bruce H. Allen och W. R. Buck in W. R. Buck 2003. Macromitrium xenizon ingår i släktet Macromitrium och familjen Orthotrichaceae. Inga underarter finns listade i Catalogue of Life.